# Ralph (Bischof, Dunblane)
Ralph († nach 1226) war ein schottischer Geistlicher. Um 1225 wurde er zum Bischof von Dunblane gewählt, doch er verzichtete auf das Amt.
Ralph war wahrscheinlich anglonormannischer Herkunft. Er wurde um 1225 zum Bischof des Bistums Dunblane gewählt. Als gewählter, aber noch nicht geweihter Bischof bezeugte er zusammen mit Innozenz, Abt von Inchaffray Abbey eine Urkunde. Bereits am 12. Januar 1226 informierte jedoch Papst Honorius III. drei schottische Bischöfe, dass Ralph in seiner Gegenwart auf das Amt des Bischofs verzichtet hatte. Wahrscheinlich legte er aufgrund der Armut der Diözese und aufgrund der dortigen Missstände das Amt nieder.